# مستشفى بافوس العام
مستشفى بافوس العام هو المركز الطبي الرئيسي في منطقة بافوس ، قبرص. بأربعة طوابق بمساحة 25,000 متر مربع (270,000 قدم2) تم تصميم هذا المستشفى ذو الشكل الهرمي لتقديم الإسعافات الأولية للمرضى من خلال التصوير بالرنين المغناطيسي. تم افتتاحه عام 1992 ويعمل المستشفى حاليًا بجميع الأقسام اللازمة. يوجد أيضًا قاعة تتسع لـ 200 مقعد، ويوجد مهبط طائرات الهليكوبتر بجوار قسم الطوارئ مباشرةً.